# Städteverbandsmodell (Ruhrgebiet)
Das Städteverbandsmodell für die Neugliederung des Ruhrgebiets, das am 1. Januar 1975 wirksam werden sollte, wurde von dem damaligen nordrhein-westfälischen Innenminister Willi Weyer am 18. Oktober 1972 der Öffentlichkeit vorgestellt. Mit der Verabschiedung des Ruhrgebiet-Gesetzes am 9. Juli 1974, welches ein alternatives Städte- und Kreismodell verwirklichte, wurde das Städteverbandsmodell verworfen.

## Geschichte
Etwa seit 1968 gab es Pläne zur Neugliederung des Ruhrgebiets. Sie alle gingen von dem üblichen Weg der Eingemeindung kleinerer Gemeinden und auch bestimmter Großstädte in benachbarte Großstädte und weitere Städte aus. 
Unter dem Innenminister Willi Weyer wurde die Neugliederung des Ruhrgebiets zum 1. Juli 1974 geplant. Er stellte hierzu zwei Modelle vor:
- Städte- und Kreismodell (inoffiziell: Eingemeindungsmodell)
- Städteverbandsmodell

Im Gegensatz zum Städte- und Kreismodell sah das Städteverbandsmodell keine Eingemeindung der bisherigen kreisfreien Städte Castrop-Rauxel, Gladbeck, Herne, Wanne-Eickel, Wattenscheid und Witten in benachbarte Großstädte vor. 
Die betroffenen Gemeinden und Kreise bekamen ein Anhörungsrecht. Ihre Stellungnahmen sollten dem Innenminister bis zum 10. Januar 1973 vorliegen.
Bochum lehnte die Städteverbandslösung ab, weil die Stadt sowohl Herne, Wanne-Eickel und Wattenscheid eingemeinden als auch Vergrößerungen südlich des bisherigen Stadtgebiets erreichen wollte.
Auch Dortmund wollte sein Stadtgebiet im Süden vergrößern.
Recklinghausen, Herne, Wanne-Eickel und Castrop-Rauxel waren dafür, aus ihren Städten einen eigenen Städteverband zu bilden. Manche Stimmen wollten auch Marl und Herten miteinbeziehen.
Viele Gemeinden lehnten das Städteverbandsmodell ab, weil es im Ruch stand, nur Vorreiter einer späteren Eingemeindungswelle zu sein. Als Vorteil wurde erachtet, dass das Modell eine überörtliche und effektivere Verwaltung ermöglicht, ohne die gewachsenen Städtestrukturen zu zerstören. Schließlich wurde das Städteverbandsmodell nicht akzeptiert. Der Landtag bevorzugte ein modifiziertes Städte- und Kreismodell mit weniger Eingemeindungen als ursprünglich vorgesehen.
Entgegen den ursprünglichen Plänen des Innenministeriums trat die Gebietsreform im Ruhrgebiet erst zum 1. Januar 1975 in Kraft.

## Städteverbände
Nach dem Städteverbandsmodell waren vier Städteverbände im Ruhrgebiet vorgesehen:
Städteverband Duisburg
| Stadt                  | Einzugliedernde bisherige Gemeinden      | Fläche km² | Einwohner 30. Juni 1971 |
| ---------------------- | ---------------------------------------- | ---------- | ----------------------- |
| Dinslaken              | Voerde und Walsum                        | 107,06     | 123.682                 |
| Duisburg               | Homberg                                  | 153,46     | 487.696                 |
| Kamp-Lintfort          | Borth, Budberg, Orsoy und Orsoy-Land     | 134,71     | 62.169                  |
| Moers                  | Kapellen, Neukirchen-Vluyn und Rheinkamp | 137,19     | 130.643                 |
| Mülheim an der Ruhr    |                                          | 88,20      | 192.907                 |
| Oberhausen             |                                          | 77,02      | 246.167                 |
| Rheinhausen            | Rumeln-Kaldenhausen                      | 39,72      | 83.809                  |
| Städteverband Duisburg |                                          | 737,34     | 1.327.073               |

Städteverband Essen
| Stadt               | Einzugliedernde bisherige Gemeinden                                                                               | Fläche km² | Einwohner 30. Juni 1971 |
| ------------------- | --- | ---------- | ----------------------- |
| Bottrop             | Kirchhellen (teilweise)                                                                                           | 63,24      | 109.866                 |
| Dorsten             | Altendorf-Ulfkotte, Altschermbeck, Bricht, Gahlen, Kirchhellen (teilweise), Lembeck, Rhade, Schermbeck und Wulfen | 223,37     | 66.036                  |
| Essen               | Kettwig | 210,85     | 711.669                 |
| Gelsenkirchen       | | 104,18     | 346.351                 |
| Gladbeck            | Kirchhellen (Hauptteil)                                                                                           | 70,89      | 91.325                  |
| Velbert             | Langenberg und Neviges                                                                                            | 73,93      | 107.592                 |
| Städteverband Essen | | 746,44     | 1.432.839               |

Städteverband Bochum
| Stadt                | Einzugliedernde bisherige Gemeinden                                                        | Fläche km² | Einwohner 30. Juni 1971 |
| -------------------- | ------------------------------------------------------------------------------------------ | ---------- | ----------------------- |
| Bochum               |                                                                                            | 121,42     | 343.318                 |
| Datteln              | Ahsen, Horneburg, Oer-Erkenschwick, Olfen und Olfen, Kirchspiel                            | 157,31     | 69.442                  |
| Hattingen            |                                                                                            | 71,34      | 59.855                  |
| Herne                |                                                                                            | 30,05      | 103.837                 |
| Herten               | Polsum (teilweise) und Westerholt                                                          | 35,22      | 70.191                  |
| Marl                 | Hamm (teilweise), Lippramsdorf und Polsum (teilweise)                                      | 110,12     | 94.556                  |
| Marl                 | Flaesheim, Haltern, Kirchspiel Haltern, Hamm, Hullern, Lippramsdorf und Polsum (teilweise) | 246,09     | 119.737                 |
| Recklinghausen       |                                                                                            | 66,35      | 125.809                 |
| Wanne-Eickel         |                                                                                            | 21,31      | 97.920                  |
| Wattenscheid         |                                                                                            | 23,88      | 81.339                  |
| Witten               | Herbede                                                                                    | 72,31      | 112.722                 |
| Städteverband Bochum |                                                                                            | 709,31     | 1.158.989               |
| Städteverband Bochum | mit Haltern und Umgebung                                                                   | 845,28     | 1.184.170               |

Anmerkung: Haltern sowie Flaesheim, Haltern, Kirchspiel, Hamm (teilweise) und Hullern sollten gegebenenfalls als Ortsteile der Stadt Marl hinzukommen (kursiv dargestellt).
Städteverband Dortmund
| Stadt                  | Einzugliedernde bisherige Gemeinden                                      | Fläche km² | Einwohner 30. Juni 1971 |
| ---------------------- | ------------------------------------------------------------------------ | ---------- | ----------------------- |
| Castrop-Rauxel         | Henrichenburg                                                            | 51,61      | 86.174                  |
| Dortmund               |                                                                          | 271,49     | 642.324                 |
| Kamen                  | Bergkamen (Hauptteil) und Bönen                                          | 127,16     | 97.965                  |
| Lünen                  | Altlünen, Bork, Selm und Waltrop                                         | 166,29     | 136.196                 |
| Schwerte               | Ergste, Geisecke, Holzen, Lichtendorf, Villigst, Wandhofen und Westhofen | 65,00      | 49.685                  |
| Unna                   | Holzwickede                                                              | 110,68     | 66.125                  |
| Werne an der Lippe     | Bergkamen (teilweise), Capelle, Herbern, Stockum und Südkirchen          | 150,30     | 40.102                  |
| Städteverband Dortmund |                                                                          | 942,53     | 1.118.571               |

## Aufgabenübernahme und Verwaltung
Die Städteverbände sollten nach den Vorstellungen des Innenministeriums u. a. die folgenden Aufgaben von ihren Mitgliedsstädten übernehmen: Bauleitplanung, Entwicklungsprogramme, Freizeitzentren, Großkrankenhäuser, Müllbeseitigung und öffentlicher Nahverkehr.
Die Verwaltung des Städteverbandes sollte bei der Städteverbandsversammlung liegen, die sich aus den Städteverbandsvertretern, die von den Räten der Mitgliedsgemeinden gewählt werden, zusammensetzt. Der Vorsitzende dieser Versammlung sollte den Titel Städteverbandspräsident tragen. Keine der Mitgliedsstädte durfte in diesem Parlament über die absolute Mehrheit der Sitze verfügen. Dieses betraf vor allem Dortmund, das mehr als die Hälfte der Einwohner des Stadtverbandes aufgewiesen hätte. Aber auch Essen hätte hiervon betroffen sein können.